# Limnodynastes fletcheri
A Limnodynastes fletcheri a kétéltűek (Amphibia) osztályának békák (Anura) rendjébe, a mocsárjáróbéka-félék (Limnodynastidae) családjába, azon belül a Limnodynastes nembe tartozó faj.

## Előfordulása
Ausztrália endemikus faja. Ausztrália Új-Dél-Wales államának nyugati felétől és Queensland déli részétől, a Nagy-Vízválasztó-hegységtől nyugatra, Victoria állam északi területein át egészen Dél-Ausztráliáig honos. Elterjedési területének mérete nagyjából 808 000 km².

## Nevének eredete
Tudományos nevét az első példányokat gyűjtő Joseph James Fletcher (1850–1926) ausztrál zoológus tiszteletére kapta.

## Megjelenése

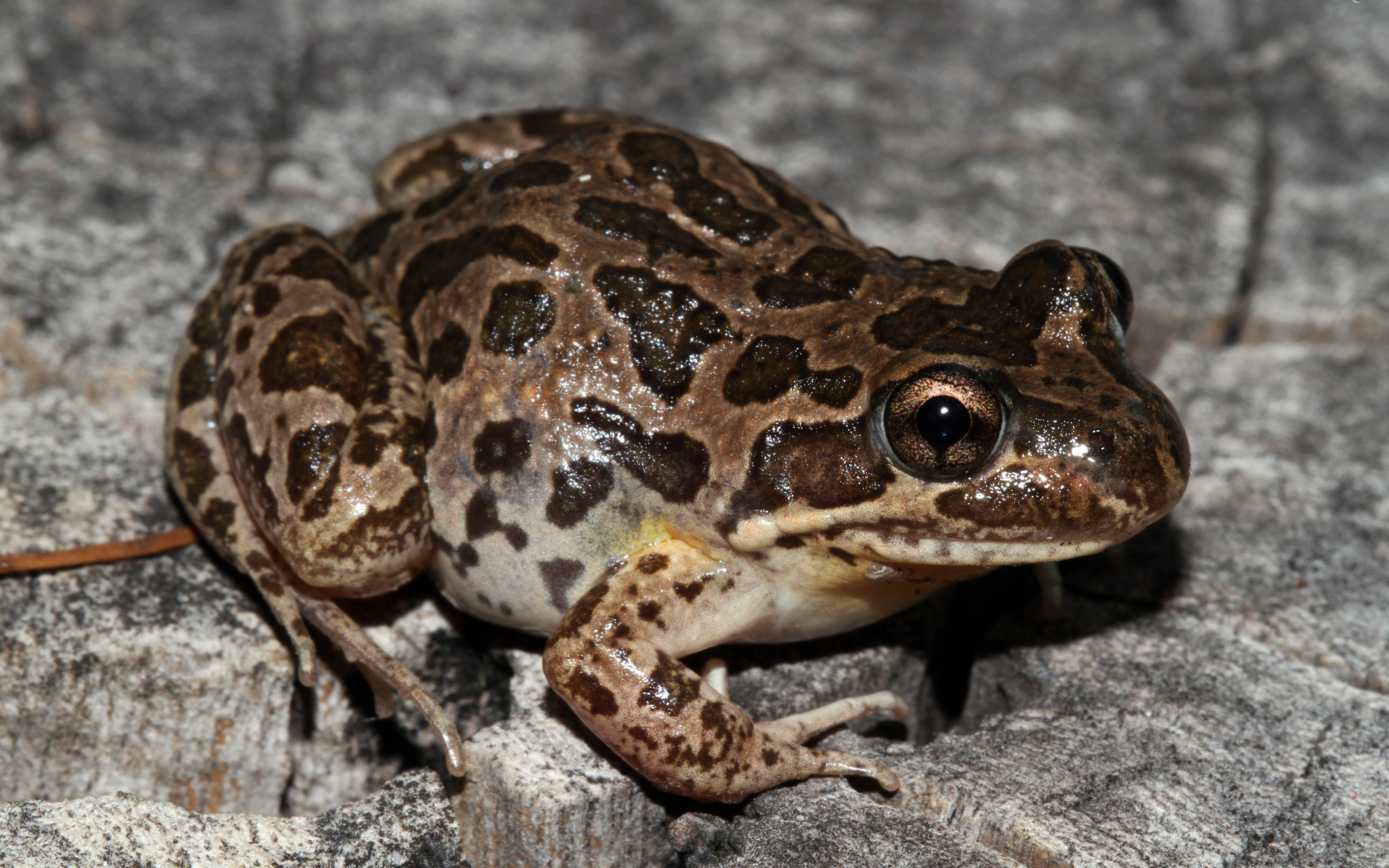
A szemek között jól látható a pillangó alakú mintázat

Közepes termetű békafaj, testhossza elérheti az 5,5 cm-t. Háta bézs vagy szürkésbarna színű, rajta sötétebb pettyekkel és foltokkal. Hasa fehér. Pupillája csaknem kerek, írisze aranybarna. Közvetlenül szeme felatt gyakran rózsaszín, vagy lilás foltok láthatók. Szemei között általában pillangó alakú minta helyezkedik el. Mellső lábfejei úszóhártya nélküliek, hátsókon némi úszóhártya figyelhető meg. Ujjai végén nincsenek korongok.

## Életmódja
A párzás tavasztól őszig tart, de eső után az év bármely szakában bekövetkezhet. Petéit habos petecsomókban rakja le a pocsolyák, mocsarak, elárasztott árkok vizének felszínére. Az ebihalak hossza elérheti a 8 cm-t, színük fakó arany vagy barna. Az ebihalak gyakran a víz mélyén maradnak, teljes kifejlődésük négy-öt hónapot vesz igénybe.
Különlegessége a meghosszabbodott első ujja, melyről angol nevét (Long-thumbed frog – hosszú hüvelykujjú béka) is kapta.

## Természetvédelmi helyzete
Bár a vörös lista a nem fenyegetett fajok között tartja nyilván, élőhelyének elvesztése fenyegeti az élőhelyén található folyók jellegének változása következtében. Határozott összefüggés fedezhető fel a folyók áradási gyakorisága és a faj szaporodási aktivitása között. A megfelelő mértékű szaporodáshoz szeptembertől decemberig kívánatos a folyók áradása, amit a folyók szabályzása korlátoz.
Elterjedési területén több nemzeti park is fekszik.